# 12661 Schelling
12661 Schelling eller 1976 DA1 är en asteroid i huvudbältet som upptäcktes den 27 februari 1976 av den tyske astronomen Freimut Börngen vid Tautenburg-observatoriet. Den är uppkallad efter filosofen Friedrich von Schelling.
Asteroiden har en diameter på ungefär 3 kilometer.